# Organización territorial de Bermudas
El territorio de Bermudas se divide en nueve parroquias. También existen dos municipios, localizados dentro de los límites de las mismas.

## Parroquias

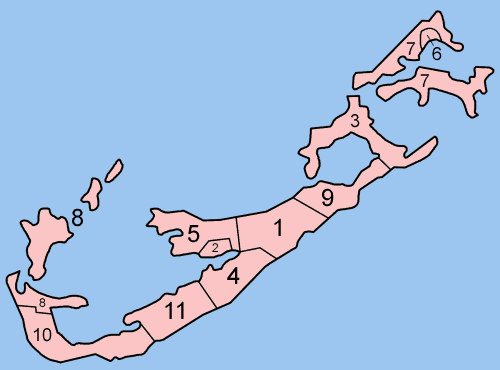
División territorial de Bermudas:1 Devonshire, 2 Hamilton (ciudad), 3 Hamilton, 4 Paget, 5 Pembroke, 6 Saint George (localidad), 7 Saint George, 8 Sandys, 9 Smith, 10 Southampton, 11 Warwick.

Las parroquias se denominaban originalmente  «Tribes». Cada una de ellas con excepción de la de Saint George cubre una superficie similar de 5,97 km². No constituyen divisiones administrativas y no tienen relación con los distritos electorales.
| Nr | Parroquia    | Superficie km² | Población Censo 2000 | Población Est. (2010) | Densidad por km² |
| -- | ------------ | -------------- | -------------------- | --------------------- | ---------------- |
| 1  | Devonshire   | 4,90           | 7.307                | 7.058                 | 1.440,00         |
| 2  | Hamilton     | 5,10           | 5.270                | 5.839                 | 1.145,00         |
| 3  | Paget        | 5,30           | 5.088                | 5.195                 | 980,20           |
| 4  | Pembroke     | 4,70           | 10.337               | 10.003                | 2.128,00         |
| 5  | Saint George | 7,90           | 3.699                | 4.553                 | 576,30           |
| 6  | Sandys       | 6,70           | 7.275                | 8.090                 | 1.207,00         |
| 7  | Smith        | 4,90           | 5.658                | 5.970                 | 1.218,00         |
| 8  | Southampton  | 5,80           | 6.117                | 6.315                 | 1.089,00         |
| 9  | Warwick      | 5,70           | 8.587                | 9.162                 | 1.607,00         |

## Municipios
- Hamilton (Ciudad) (0,7 km², 825)[1]
- Saint George (Localidad) (1,37 km², 1.826)[1]

Mientras que la localidad de Saint George está rodeada por la parroquia homónima, Hamilton y la parroquia de Hamilton no coinciden geográficamente.

## Villas
Existen además dos villas, consideradas áreas urbanas no incorporadas:
- Flatts Village (412)
- Somerset Village (1,000)

## Islas
Además las seis islas más importantes son:
- Isla Gran Bermuda
- Isla Somerset
- Isla Saint David
- Isla Saint George
- Isla Irlanda
- Isla Boaz